# PepsiCo
PepsiCo és una empresa multinacional originària dels Estats Units especialitzada en el sector agroalimentari. És especialment coneguda per les seves begudes com la Pepsi-Cola, i els seus productes snacks. El seu competidor directe des de fa molt temps és l'empresa The Coca-Cola Company. PepsiCo és present en 200 països i gestiona 200 marques diferents.
PepsiCo era el 2012 la primera empresa agroalimentària d'Amèrica del Nord pel seu pressupost (65.500 milions de dòlars) i la cinquena pel seu benefici net (6.460 milions de dòlars), després de Nestlé (U.S. & Canada), Coca-Cola Co., Anheuser-Busch InBev i Sunkist Growers.
PepsiCo dona llocs de treball a unes 285.000 persones (2010) a tot el món.
PepsiCo està dividida en quatre parts, dues d'elles per activitats específiques en el continent americà: PepsiCo Americas Foods (snacks) i PepsiCo Americas Beverages (begudes). PepsiCo Asia, Middle East & Africa i PepsiCo Europe, reagrupen les activitats del grup sense diferenciació.

## Història
El 1965, Pepsi-Cola Company es va fusionar amb Frito-Lay, el líder de les patates xips.
PepsiCo comprà Tropicana a Seagram el 1998, Quaker Oats Company el 2001, Benenuts a Sara Lee el 2005, i l'empresa russa Wimm-Bill-Dann, productora de sucs de fruita i productes lactis el 2010.
PepsiCo va voler comprar Danone el 2005, però davant l'hostilitat dels poders públics francesos va abandonar aquesta idea.

## Marques
- Doritos
- Pepsi-Cola
- Mountain Dew
- Frito-Lay
- Tropicana
- Alvalle (gaspatxo) (marca aportada per Tropicana)
- Quaker
- Gatorade (aportada per Quaker)
- Lipton Ice tea: marca pertanyent al grup Unilever però comercialitzada per PepsiCo[9]
- 7up: fora dels Estats Units
- Fruit'vita
- KAS
- Mirinda
- Lay's
- Benenuts: 3D, Fritelle i Twinuts
- Looza
- Sonric's fou una empresa alimentaria mexicana fundada el 1986 i absorbida per PepsiCo. Principalment fabricants de llaminadures i xiclets per a nens. Després d'un estudi de mercat van desenvolupar una estratègia basada en la varietat, oferint contínuament diferents llaminadures i gustos. Van substituir el sucre per la Dextrosa per fer-los més àcids i dolços, ideal per al seu públic infantil. El principal objectiu era treure un producte nou cada tres setmanes i llençar-lo al mercat. Al nostre país es van fer famosos pel marxandatge, sobretot pels cromos. Com els de Freddy Kreuger, D'Artacan i els de Bola de Drac.[10]

### Antigues propietats
- Taco Bell
- KFC
- Pizza Hut

Pepsico està separada d'aquestes empreses i actualment les posseeix la societat Yum!.